# Martin Pavlović Zažabac
Martin Pavlović Zažabac, Martin Pavlović Žažabac (Glavina Gornja, Imotski, 1776. − Podbablje, studenoga 1809.), bio je hajdučki harambaša, vođa ustanka protiv Napoleonove vojske, zapovjednik područja.

## Životopis
Rodio se je u Glavini Gornjoj pored Imotskoga. Zažabac se istakao kao vođa ustanka protiv Napoleonove vlasti u Dalmaciji. Ustanak je potakla Austrija, a sve upravne i izvršne ovlasti dao mu je austrijski general Petar Knežević. Žažabac je zapovijedao cijelim područjem između Cetine i Neretve, te je sa svojim suradnicima uspješno proveo ustanak protiv francuske okupacije Dalmacije, boreći se na strani Austrijskoga Carstva. Oni su s ruskim vice-admiralom Dimitrijem Nikolajevičem Senjavinim digli ustanak 1807., pa opet 1809. godine. U Makarskoj je ustanovio vojsku, 800 vojnika iz Imotskoga, 300 iz Vrgorca, 200 iz Omiša i 600 iz Makarske.
Međutim, mirom u Schönbrunnu, potpisanim 14. listopada 1809. godine, Austrija je predala Dalmaciju Francuzima što je bio izdajnički čin koji je ugrozio živote brojnih ustanika. Bijaše na stotine i tisuće junaka bez premca, od fra Dorotića do Zubana i imotskoga hajduka Zažapca, kojega naimenovaše gospodarom sve zemlje od Cetine do Neretve. Pomoćnikom mu bješe postavljen glasoviti pandurski harambaša Andrija Bartulović iz imotske Župe. Prema podatcima iz Zadarskoga arhiva i istraživanjima dr. Mije Milasa, smatra se da su vođa ustanka Martin Pavlović Žažabac i njegov tajnik Frane Gudelj, obojica Imoćani, mučke ubijeni iz zasjede u Podbablju krajem studenoga 1809. godine. U narodu se za to mjesto uvriježio naziv Vrandukin greb. Nastojanjima dr. Mije Milasa, na tom je mjestu 2004. godine postavljena spomen-ploča sadržaja:
| » | Na ovom mjestu su mučki ubijeni i pokopani krajem 1809. sinovi Imotske krajine Martin Pavlović Zažabac i njegov tajnik Frane Gudelj. Martin Pavlović bijaše zapovjednikom i upraviteljem ustaničkih četa između Cetine i Neretve koje su se borile protiv francuske okupacijske vlasti za vrijeme Napoleona I. | « |
|   | |   |

Nadnevka 12. prosinca 2009. godine obilježena je 200. obljetnica ustanka protiv Francuza. Na mjestu njihove pogibije održan je prigodan govor popraćen vjerskim obredom uz nazočnost rodbine i potomaka Martina Pavlovića Zažapca i Frane Gudelja (više o tome može se pročitati u 39. izdanju lista Most, str. 74. – 77., u nakladi župe Podbablje).
Poznati hrvatski književnik Ivan Aralica u svom je romanu Graditelj svratišta (1986.) opisao povijesnu ulogu Martina Pavlovića Žažapca i njegova tajnika Frane Gudelja, kao i ostalih istaknutih Hrvata u političkom i vojnom kontekstu pobune protiv francuske okupacije i time udahnuo novi život tim istinskim junacima, na ponos Imotske krajine i čitave Hrvatske.
| » | I narod opet ― po prokletstvu Božjem ― udariše na jedne da odmah potom druge gospodare dovede. I tako se krv prolijevala za Austriju i ne znajući da se ova u Schönbrunu ničice prostrla pred kljakava koljena malog korzičkog hajduka. | « |
|   | |   |